# PNEC
Als PNEC (predicted no effect concentration) bezeichnet man die vorausgesagte Konzentration eines in der Regel umweltgefährlichen Stoffes, bis zu der sich keine Auswirkungen auf die Umwelt zeigen. Wird diese Konzentration also unterschritten, sollten sich keine negativen Effekte zeigen.
PNECs finden vor allem zusammen mit PECs im Risikoquotienten Anwendung bei der Umweltrisikoabschätzung.

## Berechnung

### Sicherheitsfaktor
Um Daten aus dem Labor, Einzelspezies- sowie Kurzzeitstudien verwenden zu können, und um die Effekte auf Ökosysteme abzuschätzen, werden zur Berücksichtigung der durch Extrapolation entstehenden Unsicherheit Sicherheitsfaktoren verwendet. Je nach Datenlage werden Sicherheitsfaktoren bis zu 1000 eingesetzt.

### Akute Toxizität
Parameter für akute Toxizität umfassen insbesondere den LC50 und den EC50. Idealerweise sollten Daten für unterschiedliche trophische Stufen bzw. taxonomische Gruppen vorliegen. Der niedrigste verfügbare LC50 oder EC50 wird durch den Sicherheitsfaktor dividiert, um den PNEC zu erhalten.

### Chronische Toxizität
Der PNEC für die chronische Toxizität wird basierend auf der No Observed Effect Level oder Concentration (NOEC) berechnet. Wiederum wird die empfindlichste Spezies verwendet. Der Sicherheitsfaktor bewegt sich je nach der Datenlage (Vielfalt der getesteten Organismen) im Bereich von 10 bis 100, wobei bei einer guten Datenlage der niedrigste Sicherheitsfaktor zum Einsatz kommt.